# Border Incident
Border Incident is een Amerikaanse film noir uit 1949 onder regie van Anthony Mann. Destijds werd de film in Nederland uitgebracht onder de titel Grensincident.

## Verhaal
In de Verenigde Staten worden elk jaar illegale Mexicaanse werkkrachten vermoord op het moment dat ze terugkeren naar hun vaderland. Rechercheur Pablo Rodriguez laat zich samen met zo'n groep illegalen de grens overzetten. Zijn Amerikaanse collega Jack Bearnes gaat tegelijk op onderzoek uit. Hij wordt echter gedood door Owen Parkson, die al veel Mexicanen heeft omgebracht. Dan komt hij erachter dat ook Pablo deel uitmaakt van het complot.

## Rolverdeling
| Acteur            | Personage            |
| ----------------- | -------------------- |
| Ricardo Montalbán | Pablo Rodriguez      |
| George Murphy     | Jack Bearnes         |
| Howard Da Silva   | Owen Parkson         |
| James Mitchell    | Juan Garcia          |
| Arnold Moss       | Zopilote             |
| Alfonso Bedoya    | Chuchillo            |
| Teresa Celli      | Maria                |
| Charles McGraw    | Jeff Amboy           |
| José Torvay       | Pocoloco             |
| John Ridgely      | Mijnheer Neley       |
| Arthur Hunnicutt  | Clayton Nordell      |
| Sig Ruman         | Hugo Wolfgang Ulrich |
| Otto Waldis       | Fritz                |